# Hrólfr Kraki

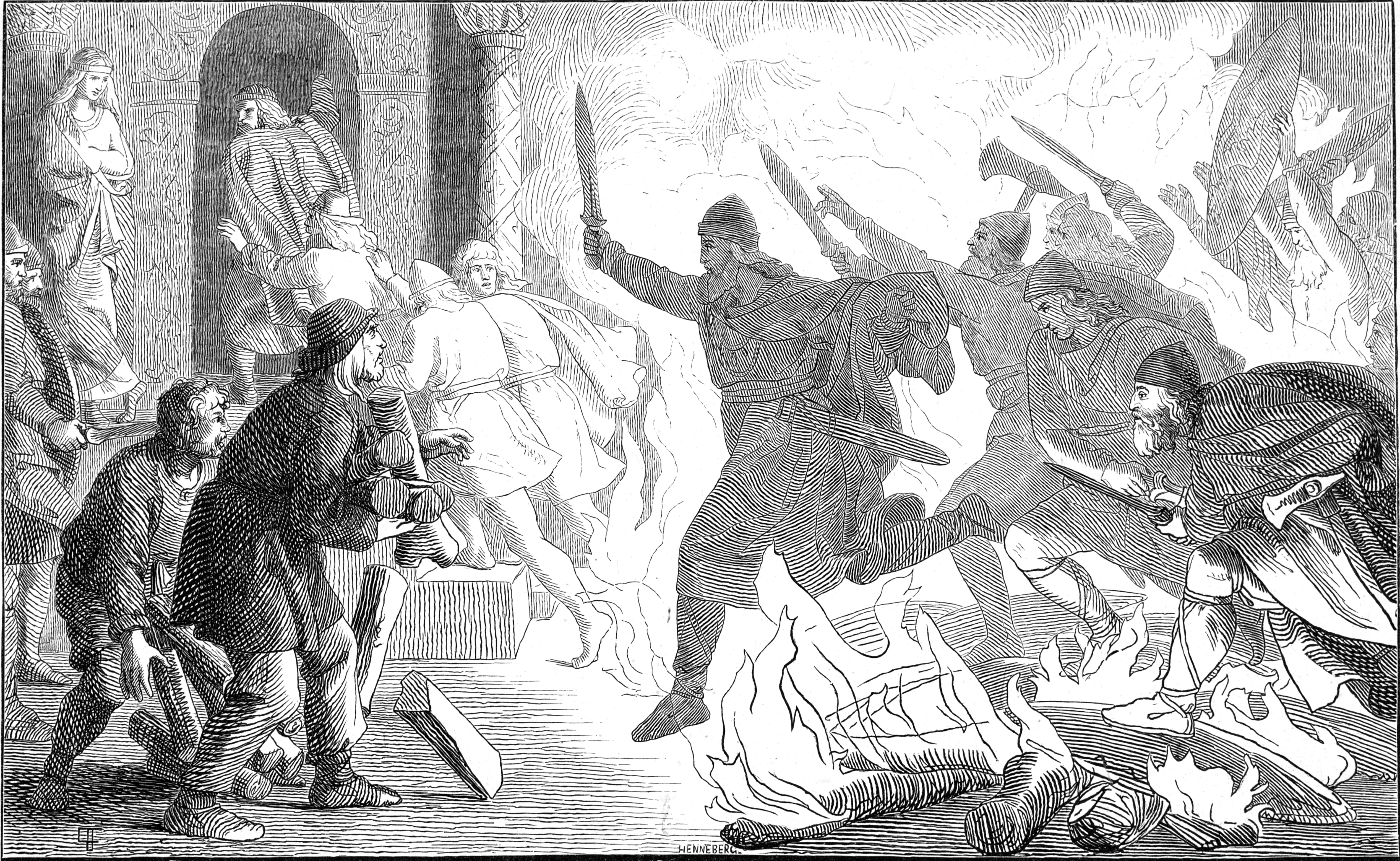
Hrólfr Kraki saltando sobre o fogo do rei sueco Adil, por Lorenz Frølich

Hrólfr Kraki (em dinamarquês:  Rolf Krake; também conhecido como Hroðulf, Rolfo, Roluo, Rolf Krage; nascido em 596) foi um rei dinamarquês lendário, durante a era de Vendel em meados do século VII. O seu nome aparece na Saga dos Inglingos de Snorri Sturluson (ca. 1225), na Feitos dos Danos de Saxão Gramático (ca. 1200), e no poema anglo-saxão Beovulfo (século XI). 